# إتش إم إتش إس بريتانيك
إتش إم إتش إس بريتانيك هي سفينة ركاب عابرة للمحيط بريطانية تم بناؤها في حوض هارلاند آند وولف لبناء السفن في بلفاست والتي تعرف الآن بـأيرلندا الشمالية. بطلب من من شركة النقل البحري وايت ستار لاين.
كانت بريتانيك ثالث أكبر سفينة تملكها شركة وايت ستار لاين بعد كل من آر إم إس تيتانيك وآر إم إس أولمبيك. بنيت السفينة بعد تيتانيك بفترة قصيرة، وانطلقت في الخدمة في عام 1914.
صادرتها البحرية البريطانية في الحرب العالمية الأولى وحولتها إلى مستشفى عائم. وقد غرقت السفينة في 21 نوفمبر 1916 في أقل من ساعة، ويبقى سبب غرقها مجهول حتى ألان، ومن المرجح أنها تعرضت لقصف من طرف غواصة ألمانية مما أدى لغرقها وانقلبها في وسط المحيط.
ويذكر ان عدد الوفيات في غرق السفينة كان 30 شخصا ومن ضمنهم لواء في الجيش الألماني.
تم اكتشاف حطام السفينة من طرف المستكشف البحري جاك كوستو في عام 1975، وتم إنتاج فيلم سينمائي عنها سنة 2000.